# Дедушка-автомобиль
«Дедушка-автомобиль» — (чеш. Dědeček automobil) — чехословацкий чёрно-белый художественный фильм, кинокомедия 1957 года.

## Сюжет
Мотоциклисты чешского производства участвовали с 1904 года в гонках, которые были организованы в окрестностях Дурдана, во Франции. Тогда чешский механик Франтик Пройса выступал на мотоцикле «Лаурин и Клемент» (Laurin & Klement) из Млада-Болеслава. Он влюбился в Нанетт, которая была дочерью французского механика. Через некоторое время пришло время пересесть с мотоциклов на автомобили, гонки для которых организовывали во французском Гайон в 1909 году. Эти соревнования выиграл чешский гонщик — граф Александр Коловрат, а его механик Франтик Пройса женился на Нанетт в местном костёле.

## В ролях
- Людек Мунзар — Франтик Пройса, механик
- Радован Лукавский — Вацлав Клемент[чеш.], совладелец фирмы «Лаурин и Клемент»
- Йозеф Глиномаз — граф Александр Коловрат, гонщик
- Милош Копецкий — маркиз Альбер де Дион, гонщик, совладелец фирмы «Де Дион-Бутон»
- Антонин Едличка — Жорж Бутон, механик, совладелец фирмы «Де Дион-Бутон»
- Раймон Бюссьер — Марсель Фронтенак, механик
- Жинетт Пижон — Нанетт Фронтенак, дочь механика
- Иржи Лир — Пьер Шарон, механик
- Сватоплук Бенеш — Жан-Пьер Деместе
- Ярослав Кучера — Мишель Константини
- Вацлав Вассерман — Луи Годдар
- Владимир Меншик — итальянский механик
- Карел Павлик — английский механик
- Милан Мах — механик
- Мирослав Свобода — мэр Гайон
- Иржина Богдалова — невеста
- Милош Форман — авиационный механик
- Адольф Бранальд — кинооператор
- Карел Хёгер — голос рассказчика
- Отомар Крейча — голос рассказчика
- Мирослав Зоунар — гонщик Томан